# Marta Kuhn-Weber

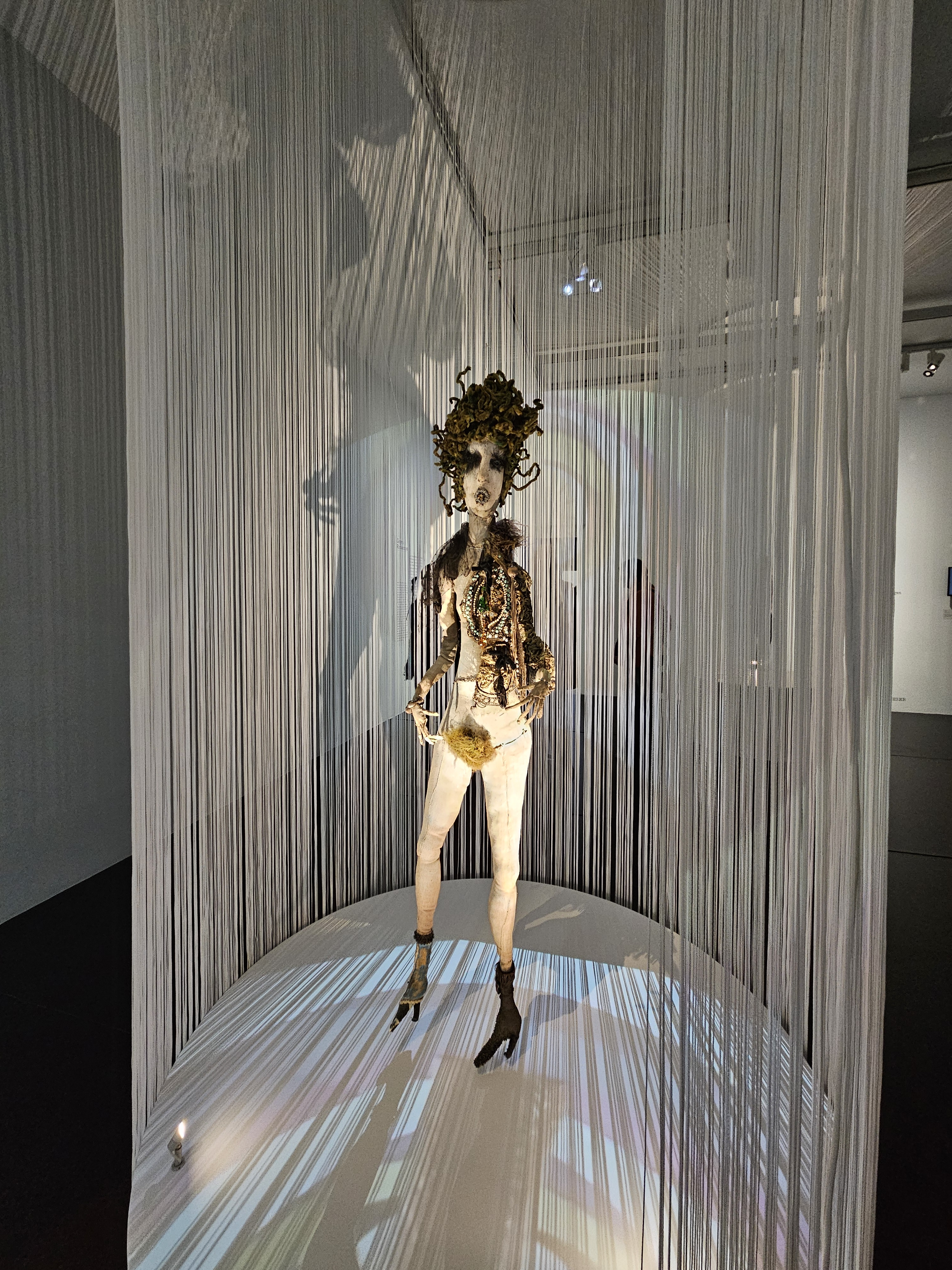
Puppe von Marta Kuhn-Weber, Ausstellungsansicht "Marta! Puppen, Pop und Poesie" (2025), Museum für Neue Kunst, Freiburg im Breisgau

Marta Kuhn-Weber, auch Martha Kuhn-Weber (* 13. September 1903 in einem Vorort von Saarbrücken; † 10. Dezember 1990 in Paris), war eine deutsche Malerin, Bildhauerin und Puppenmacherin.

## Leben
Martha Kuhn wurde als Tochter eines Bildhauers geboren, bei dem sie ab 1917 eine Ausbildung zur Bildhauerin erhielt. Sie studierte ab 1922 an der Badischen Landeskunstschule in Karlsruhe Bildhauerei und Zeichnen. Dabei war sie u. a. Schülerin von Karl Hubbuch. Sie unterhielt eine Freundschaft mit ihren Kommilitonen Erwin Spuler und Anton Weber. Von 1924 bis 1926 hatte die Künstlerin ihren ersten Arbeitsaufenthalt in Paris, wo sie an der Ecole des Beaux Arts studierte.
Zusammen mit Hermann Brand, Erwin Spuler, Anton Weber und Karl Hubbuch gab sie 1930 eine kritische, politisch linke Künstler-Zeitschrift Zakpo heraus. Es erschienen nur zwei Ausgaben. 1931 fand ihre erste Einzelausstellung, in der Galerie Wolfgang Gurlitt in Berlin statt. Im selben Jahr heiratete Marta Kuhn in Karlsruhe ihren Kollegen Anton Weber. 1932 gründete sie das Trickfilmatelier Marta Kuhn-Weber in Karlsruhe.
Im Jahr 1933 zog Kuhn-Weber nach Berlin und war dort als Malerin und Bildhauerin tätig. Trotz Ausstellungsverbot war sie weiterhin künstlerisch tätig. Ihr Mann arbeitete für die Ufa in Babelsberg. Dieser kaufte sich 1948 in eine Filmproduktion in Freiburg im Breisgau ein, sie folgte ihm 1949 dorthin. 1951 entstanden ihre erste Puppen für die Filme ihres Mannes.
1965 zog Marta Kuhn-Weber nach Paris, wo sie in der Künstlerszene mit Ausstellungen ihrer Puppen bald eine Berühmtheit wurde. Sie schreien alle nach Erlösung. Diese Interpretation kam mir plötzlich, zwar ziemlich spät, doch irgendwann war sie da. Und wenn man sieht, welche Vorbilder meine Mutter für ihre Puppen gewählt hat, dann bestätigt dies das. Es sind oft Personen, Menschen, die in ihrem Leben mehr gesucht haben als andere ihrer Umgebung. Die mit dem, was sie gelebt haben, nicht ganz zufrieden waren und dann eigentlich immer mehr und mehr wollten. (Anton Weber jun., 1997)
2025 widmet ihr das Museum für Neue Kunst (Freiburg im Breisgau) eine umfassende Einzelausstellung unter dem Titel "Marta! Puppen, Pop und Poesie", kuratiert von Christine Litz und Verena Faber. Die Ausstellung versammelt insgesamt 36 Puppen. Gezeigt werden Gemälde und Fotografien, die Vergänglichkeit und Selbstinszenierung thematisieren. Gleichzeitig richten ihre Werke den Blick auf sozial Ausgegrenzte, blicken hinter Masken und hinterfragen gesellschaftliche Erwartungen. Im Verlag StrzleckiBooks erschien ein Katalog zur Ausstellung.